# Nordenfalk
Nordenfalk är en svensk adelsätt med ursprung från Kånna socken, Dragaryd i Småland, varav en gren har friherrlig rang. Ätten har samma ursprung som ätterna Löwenhielm och Nordenborg. Ätten hette tidigare Noreen.
Vapen: En två gånger klufven skiöld, hvaraf trenne lika breda fält upkomma, af hvilka det medlersta af guld föreställer en emot höger stående falck med sin naturliga färg och rödt fladdrande band om halsen. De andre bägge fälten til höger och vänster äro blå, och i hvardera af dem ses en uprest billette af silfver.

## Historia
Ättens stamfader är en Gudmund som levde på 1500-talet i Dragaryd i Kånna socken. Enligt traditionen skulle han ha varit tornbyggare och ha varit vallon, se "Släkten Noreen" av Arvid Noreen. Hans son Erlandus Gudmundi blev präst och var en av undertecknarna av beslutet från Uppsala möte. Han var kyrkoherde i Visnums-Kil, innan han fick samma tjänst i Nors socken, varifrån hans barn upptog släktnamnet Norenius. Han blev slutligen kontraktsprost i Västersysslet. I sitt andra äktenskap, med Anna Kax, dotter till kyrkoherden i Tuna socken, föddes Mattias Norenius som efterträdde fadern som kyrkoherde i Nor. Dennes andra hustru, Birgitta Roman, var dotter till landskamreren i Närke och Värmland Arvid Persson Roman och Anna Jönsdotter. Deras barn, och barn i ett föregående äktenskap, upptog släktnamnet Noreen.
Bland dessa barn fanns Erland Noreen, kyrkoherde i Nor och kotraktsprost, och gift med Elisabeth Fogel vars far Elias Fogelius var kyrkoherde i Väse härad och moder hette Christina Werme. Erland Noreens yngsta barn, Ericus Erlandi Noreen var kyrkoherde i Köla, Värmland, och kontraktsprost. Den senares hustru, Catharina Faxell, var hans farfars systersons sondotter, och dotter till prosten Sven Faxell och Maria Caméen. De fick tretton barn. 

## Adliga ätten Nordenfalk
Det femte barnet, Johan Noreen, blev revisionssekreterare, och adlades år 1769 på namnet Nordenfalk. Ätten introducerades 1776 på nummer 2063.
Johan Noreen, adlad Nordenfalk, var gift med Christina Elisabeth Clason som var dotter till brukspatronen Jacob Clason av släkten Clason och Elisabeth Polack. Efter adlandet skrev sig Nordenfalk till säteriet Holm i Överlännäs till vilket Björkå järnbruk hörde. Dottern gifte sig med en greve Frölich, och ätten fortlevde endast i ett led på svärdssidan, med brukspatronen på Gålsjö järnbruk, Carl Fredrik Nordenfalk som var gift med sin kusin, en sondotter till Karl Urban Hjärne. 
Johan Noreen, adlad Nordenfalk (1727-1806), gift 1765 med Christina Elisabet Clason
1. Carl Gustaf, född och död 1766-10-01
2. Carl Fredrik Nordenfalk (1768-1825), brukspatron och ägare av Holms säteri,  gift med Hedvig Sofia Hjärne
  1. Johan Nordenfalk (1796-1846), friherre, ämbetsman och politiker; justitiestatsminister 1844-1846, se friherrliga ätten nedan
  2. Hedvig Sofia (Hedda) gift med majoren, RSO, Johan Henrik Hallström
  3. Carl, född 1799, död som spädbarn
  4. Carl, född 1800, död som barn.
  5. Christina Elisabet, gift med häradshövding Adolf Peter Westman
  6. Ulrika Charlotta, gift med  sin kusin och syssling, majoren Gustaf Adolf Hjärne
3. Margareta Elisabet, gift med greve Johan Frölich (1754-1826).

## Friherrliga ätten Nordenfalk
Äldste sonen Johan Nordenfalk upphöjdes till friherre 1838 enligt 1809 års regeringsform varmed endast huvudmannen äger friherrlig värdighet. Johan Nordenfalk gifte sig 1828 med Maria Risellschiöld, arvtagare till egendomen Blekhems säteri, där Nordenfalk lät uppföra en herrgårdsbyggnad vid den lilla sjön Bleken i nyklassicistisk stil 1838–1844 av byggmästaren Jonas Jonsson , eventuellt efter Axel Nyströms ritningar. Från dem härstammar alla senare ättlingar:
Johan Nordenfalk (1796-1846), en av rikets herrar, friherre 1838, ämbetsman och politiker; justitiestatsminister 1844-1846, gift med Maria Risellschiöld
1. Carl Johan (1829-1830)
2. Johan Nordenfalk d.y. (1830-1901), friherre vid faderns död 1846, riksdagsman. 
  1. Maria Sofia Lovisa, född 1858, gift med Gustaf Leonard Reuterskiöld
  2. Anna Augusta, (1863–1929), hovfröken hos kronprinsessan Viktoria, gift med greve Magnus Per Brahe
  3. Elsa Sara Maria född 1865, död ogift 1919
  4. Johan Axel, född 1866. Kabinettskammarherre, friherre vid faderns död 1901. Gift med Hedvig Reuterskiöld
    1. Anna Mary Louise, gift med Gösta August Cecil Reuterswärd
    2. Elsa Dagmar, gift med Lars Axel von Stockenström
    3. Anna Elisabet, gift med kaptenen Carl Gripenstedt
    4. Johan Axel Erland, (1897-1980),  friherre vid faderns död, hovrättsfiskal, chef för Norstedts förlag, gift med Stina Thérèse Ottilia Otile Eriksdotter Rålamb
      1. Marie Louise, född 1921
      2. Hedvig Christina Madeleine, född 1923
      3. Ingegerd Gunvor Terese, född 1927
      4. Johan Nordenfalk, (1934-2020), friherre vid faderns död, statssekreterare och ambassadör.[2] [3]
        1. Carl Johan Philip Sixten Nordenfalk, friherre och jurist, ordförande i Campus Manilla Utbildning AB, ledamot i Blekhems Egendom Aktiebolag, 	Skabersjö Gods AB, med flera bolag. Gift 2006 med Estelle Milbourne, dotter till Charles Milburne och Gunilla Tham Milburne[4]

    5. Gunhild Cecilia, gift med friherre Carl Erik von Platen
    6. Hedvig Emilie Charlotte, gift med Axel Fredrik Mannerskantz
    7. Carl Adam Johan, (1907-1992)
      1. Margareta, född 1935
      2. Erland, född 1941
      3. Anna Katarina, född 1943
3. Carl Olof Christian Johan Falk Nordenfalk (1833-1909), gift med grevinnan Sophie Christina Augusta Emilia Piper
4. Gustaf Erland Johan, (1834-1878) gift med Edla Carolina Elisabet d'Albedyhll
5. Sofia Maria (1836-1895) gift med Adolf Vilhelm Roos
6. Ida Blenda (1838-1865) gift med Claes Hjalmar Kreüger
7. Otto Vilhelm Claes Johan, (1840-1903). Överstelöjtnant, gift med friherrinnan Sigrid Honorine Cecilia Sparre nr 11 (1843-1929)
  1. Annie Sigrid Maria, (född 1871). Gift med bruksägaren Ludvig Lorichs
  2. Otto Erland Carl Johan, (född 1880) Gift 1914 med Elsa Dagmar Gleerup, barnlös.

## Blekhems säteri
Blekhem renoverades utvändigt på 1850-talet och invändigt 1902, och ägs idag av friherre Carl Johan Philip Sixten Nordenfalk som där bland annat bedriver jordbruk, skogsbruk, fastighetsuthyrning, turism samt en snickerifabrik.